# 磻溪珠联阁
磻溪珠联阁位于云南省大理州大理市银桥镇磻溪村委会北磻溪村东，是洱海西岸唯一一座保存较好的清代临水阁，地处洱海坝子的南北中心线上，称为“平分百二”。建于清光绪二十年（1894年），1983年村民集资维修，2015年前后再次维修，现保存完好。珠联阁坐东向西，占地面积268.96平方米，三开间，平面呈方形，边长约8米；重檐歇山顶，高7.5米，为抬梁式木构建筑。西面上檐之下悬3块大理石匾，均高80厘米、宽60厘米，上书“珠联阁”三个大字，为阁楼竣工次年太和县县令刘安科所书；下檐之下悬“平分百二”匾。
2011年8月，公布为第四批大理市文物保护单位；2016年9月，公布为第六批大理州文物保护单位。